# Glomstein
Glomstein is een plaats in de Noorse gemeente Nøtterøy, provincie Vestfold. Glomstein telt 391 inwoners (2007) en heeft een oppervlakte van 0,43 km².